# Антоний Цецина Сабин
Анто́ний Цеци́на Саби́н (лат. Antonius Caecina Sabinus, возможно, среднее имя Цециний) — государственный деятель Римской империи начала IV века, консул 316 года.
О его карьере, кроме консулата, сведений не сохранилось. В 316 году Сабин занимал должность ординарного консула вместе с Гаем Веттием Коссинием Руфином. Возможно, он идентичен с неким Цециной Сабином, упоминающимся в одном из источников в списке сенаторов, сделавших пожертвование на общественное здание.
В египетских папирусах, в отличие от остальных источников, его имя воспроизводится как Антоний Цециний Сабин. Вполне вероятно, что его сыном был некий Цецина Сабин, упоминающийся в одной из надписей IV века, а внуками — Руфий Цейоний Сабин и Постумиан.